# Матеївці
Матеївці — село в Україні, у Коломийському районі Івано-Франківської області. Адміністративний центр Матеївецької сільської громади.

## Історія
Дата заснування села Матеївці невідома. Перша письмова згадка про Матеївці датується 1405 роком, коли в жовтні король Владислав Ягайло надав львівському міщанину Ніколаусові (Миколі) Фрайштетеру війтівство у Коломиї разом з селом «Макіївці, яке з давніх-давен належало до міста…».
Згадується як Матіївці (Matheyoacze) 23 квітня 1469 року в книгах галицького суду. У податковому реєстрі 1515 року документується в селі відсутність податків.
1772 року внаслідок першого поділу Польщі, від міста Коломиї відійшли приміські села, у тому числі й Матеївці. Село було віддане спадкоємцям графа Антонія Більського. У 1862 році згідно з декретом австрійської влади в селі введене місцеве самоуправління.
До 1939 року село Матеївці було розташоване по обидві сторони річки Прут (як і сусіднє село Залуч). У 1939 році частина села Залуч, що знаходилась на лівому березі р. Прут (вона позначалась «Залуч л.б. П») була приєднана до Матеївець, а частина села Матеївці (правий бік Прута) до села Залуч.

## Населення

### Мова
Розподіл населення за рідною мовою за даними перепису 2001 року:
| Мова       | Кількість | Відсоток |
| ---------- | --------- | -------- |
| українська | 1071      | 99.44%   |
| російська  | 6         | 0.56%    |
| Усього     | 1077      | 100%     |

## Церква
Церква Покрови Пресвятої Богородиці, 1823 року будови. Зараз належить до ПЦУ. Перший храм на цьому місці за словами старожителів був побудований в 1695 році на кошти поміщика Богдановича. У шематизмі за 1912рік церква в Матеївцях була побудована в 1823 році на місці старого храму. Є припущення, що підлога яка є ще сьогодні у центральні частині храму, збережена ще з 1695 року, коли з старого храму розбудовували новий.
З переказів відомо, що в 1726 році парохом був о. Кость Зозулинський, який і в цьому році помер, і після нього став його син о. Іван Зозулинський, якого в 1738 році  розбійники спалили в його хаті. З того часу церква «Св. Покрови Пресвятої Богородиці» в Матеївцях перестала бути парохіяльною. Богослужіння відправляв священик з Перерова, однієї неділі в Перерові, а другої в Матеївцях.
Священиками в Матеївцях в різний час були  Бодревич, Давидяк, Михальчук, Шкурган, Теофіл Кишкан, Дрібнюк, Коновалюк, Остафійчук, Калиняк, Федорак, Калитчук, Василь Гаврилюк, Андрій Кузьмин.
Дяками були Тимофій Савчук, Степан Микитюк, Іван Тарновецький, Василь Семенчук, Іван Гураль, Роман Лапко.
2 серпня 2012 року Митрополит Галицький Кир Андрій керуючий Івано-Франківською єпархією УАПЦ освятив хрест і заложив наріжний камінь для нової церкви, і в нашій парафії розпочалось нелегке, але святе діло будівництво нового храму, і люди зі всіх сил стараються довести цю справу до кінця, завзято працюють, жертвують, щоби спільними силами а головне з Божою допомогою звести цей новий величний Божий храм.
У 2013 році ми святкували 190 ліття від заснування церкви, а це немалий відрізок часу, бо дійсно ця святиня пережила багато лихоліть, але й багато радісних подій. Але вже будується нова церква.
Церква Покрови Пресвятої Богородиці. належить до УГКЦ. 8 січня 2002 році в селі зареєстрована греко-католицька громада, і розпочате будівництво церкви Покрови Пресвятої Богородиці, яку було освячено 17 лютого 2013 року, настоятель о. митрат Михайло Арсенич.

## Світлини

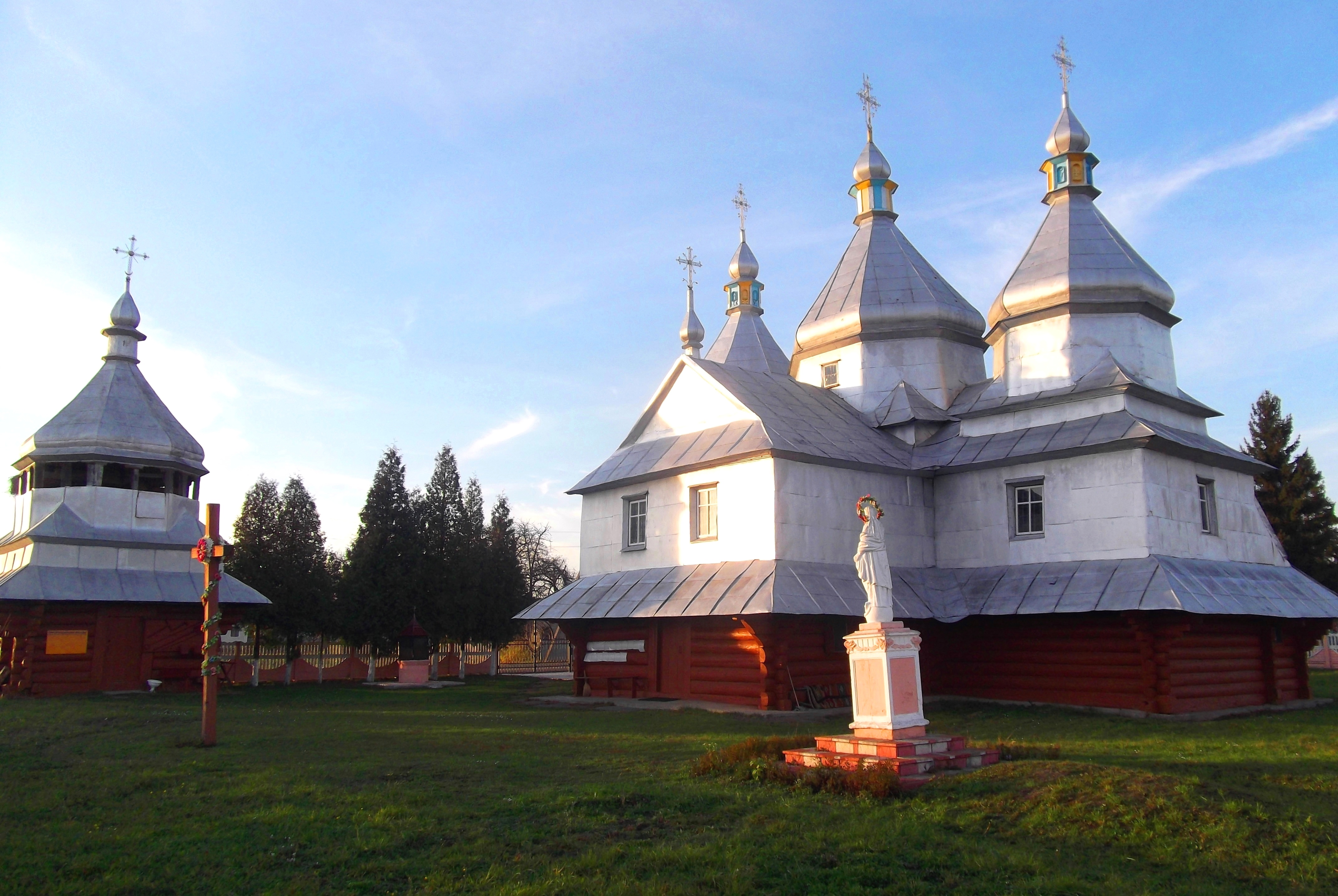
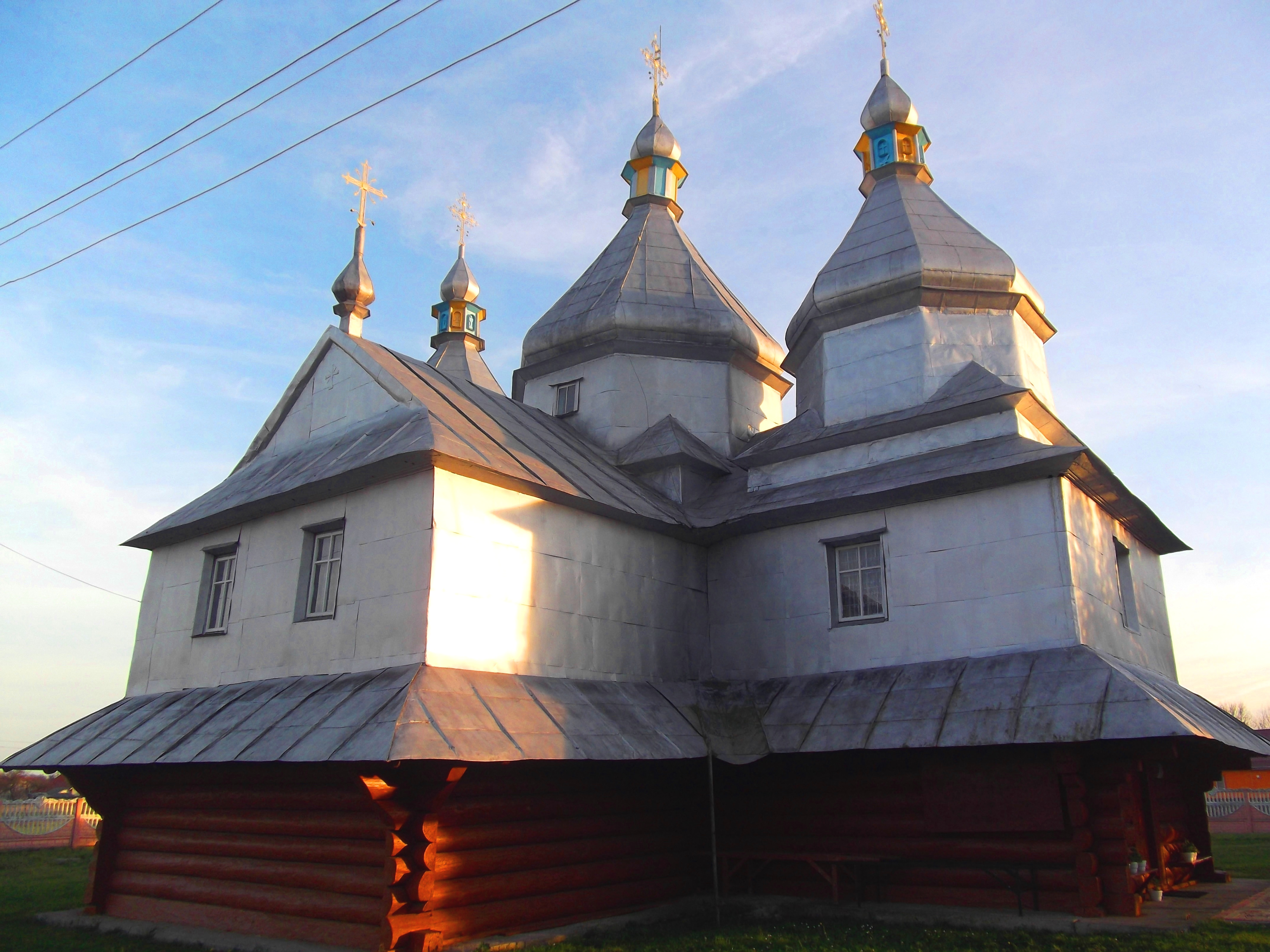
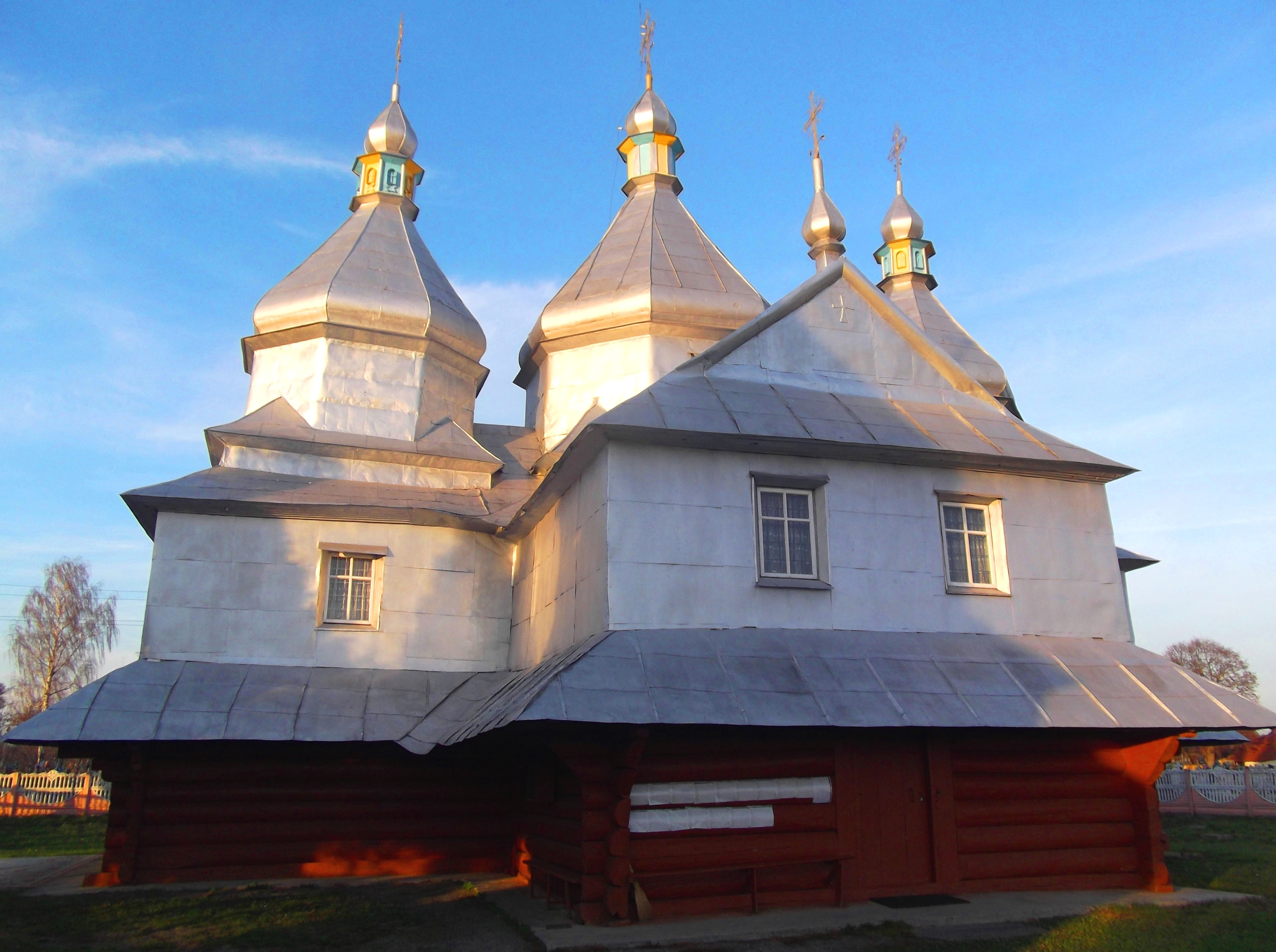
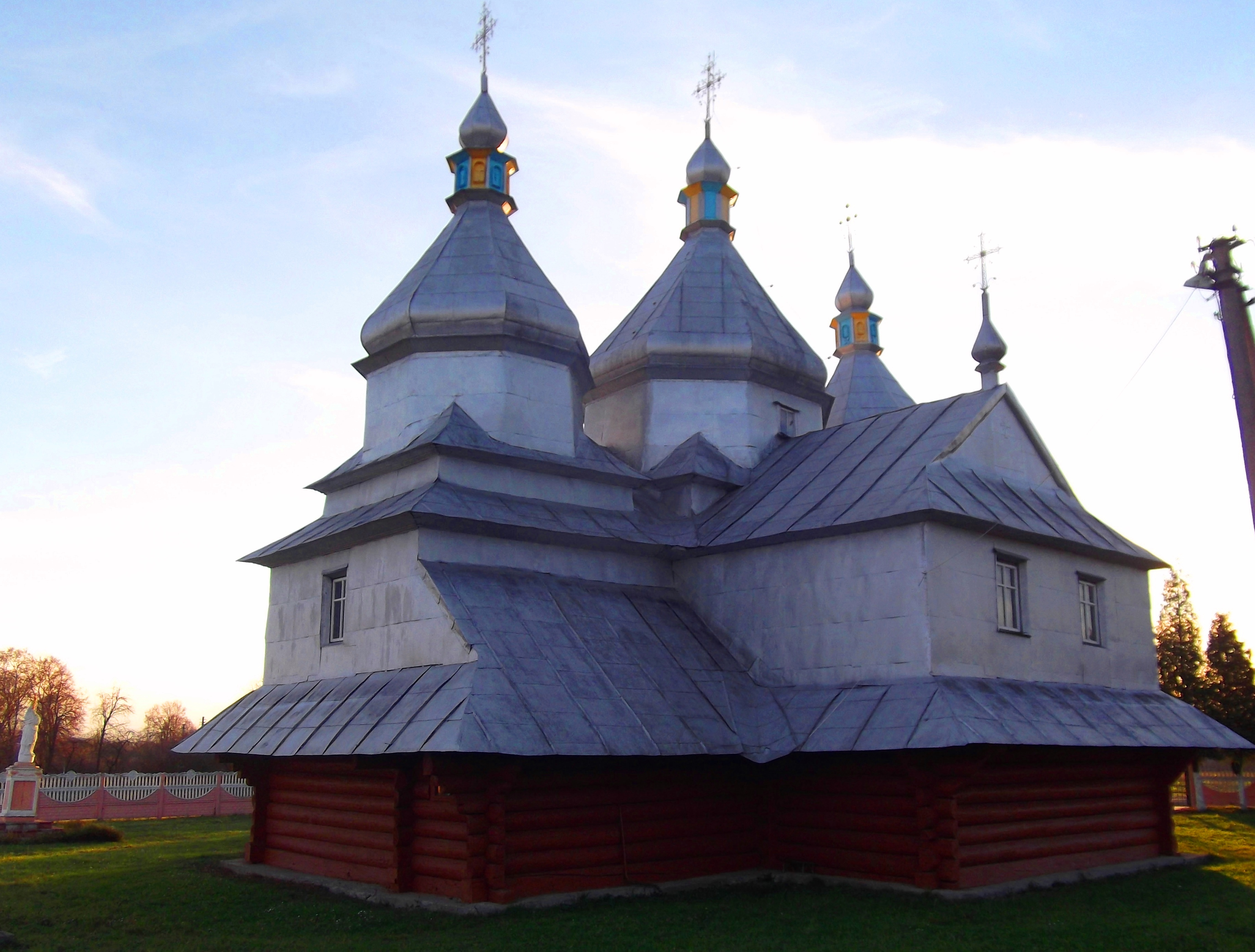
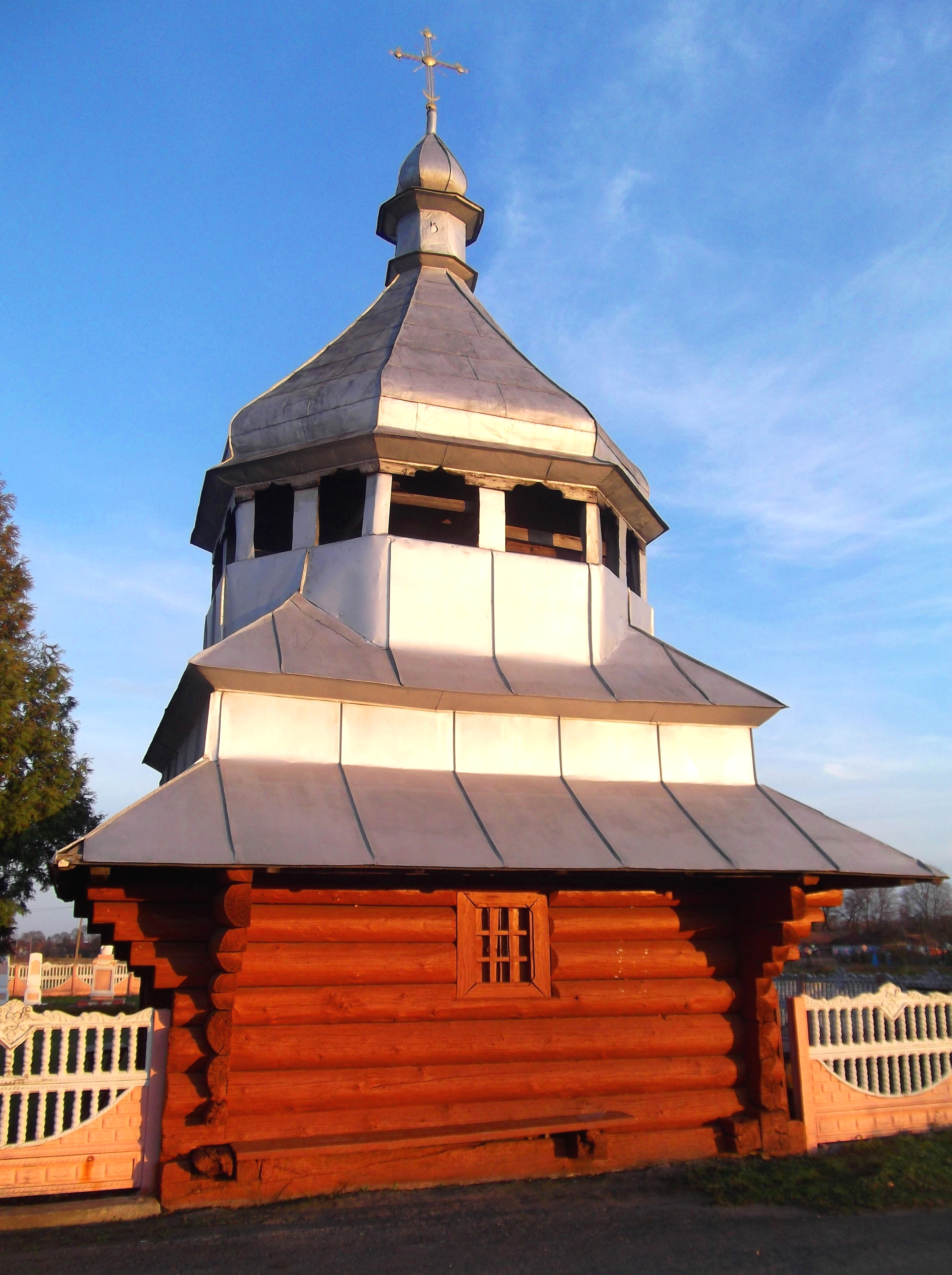